# Murilo Cerqueira
Murilo Cerqueira Paim (São Gonçalo dos Campos, 27 marzo 1997) è un calciatore brasiliano, difensore del Palmeiras.

## Carriera

### Club
Cresciuto nel settore giovanile del Cruzeiro, ha esordito in Série A il 9 giugno 2017, nella partita persa per 1-0 contro il Bahia.
Il 18 giugno 2019 viene acquistato dalla Lokomotiv Mosca, con cui firma un quinquennale.

### Nazionale
Nel 2016 ha segnato 2 gol in 3 partite con la nazionale brasiliana Under-20.
Il 1º marzo 2024 viene convocato per la prima volta in nazionale maggiore.

## Statistiche

### Presenze e reti nei club
Statistiche aggiornate al 27 agosto 2019.
| Stagione        | Squadra         | Campionato      | Campionato | Campionato | Coppe nazionali | Coppe nazionali | Coppe nazionali | Coppe continentali | Coppe continentali | Coppe continentali | Altre coppe | Altre coppe | Altre coppe | Totale | Totale |
| Stagione        | Squadra         | Comp            | Pres       | Reti       | Comp            | Pres            | Reti            | Comp               | Pres               | Reti               | Comp        | Pres        | Reti        | Pres   | Reti   |
| --------------- | --------------- | --------------- | ---------- | ---------- | --------------- | --------------- | --------------- | ------------------ | ------------------ | ------------------ | ----------- | ----------- | ----------- | ------ | ------ |
| 2017            | Cruzeiro        | A               | 24         | 0          | CB              | 5               | 0               | CS                 | 0                  | 0                  | PL          | 2           | 0           | 31     | 0      |
| 2018            | Cruzeiro        | A+M1/MG         | 9+10       | 0          | CB              | 0               | 0               | CL                 | 1                  | 0                  | -           | -           | -           | 20     | 0      |
| gen.-giu. 2019  | Cruzeiro        | A+M1/MG         | 1+4        | 0          | CB              | 0               | 0               | CL                 | 1                  | 0                  | -           | -           | -           | 6      | 0      |
| Totale Cruzeiro | Totale Cruzeiro | Totale Cruzeiro | 48         | 0          |                 | 5               | 0               |                    | 2                  | 0                  |             | 2           | 0           | 57     | 0      |
| 2019-2020       | Lokomotiv Mosca | PL              | 5          | 0          | KR              | 0               | 0               | UCL                | 0                  | 0                  | SR          | 1           | 0           | 6      | 0      |
| Totale carriera | Totale carriera | Totale carriera | 53         | 0          |                 | 5               | 0               |                    | 2                  | 0                  |             | 3           | 0           | 63     | 0      |

## Palmarès

### Competizioni statali
- Campionato paulista: 1

Palmeiras: 2022

### Competizioni nazionali
- Coppa del Brasile: 2

Cruzeiro: 2017,2018
- Coppa di Russia: 1

Lokomotiv Mosca: 2020-2021
- Supercoppa di Russia: 1

Lokomotiv Mosca: 2019
- Campionato brasiliano: 2

Palmeiras: 2022, 2023
- Supercoppa del Brasile: 1

Palmeiras: 2023

### Competizioni internazionali
- Recopa Sudamericana: 1

Palmeiras: 2022